# 两面蓟
两面蓟（学名：Cirsium chlorolepis），又名两面刺，是菊科蓟属的植物，为中国的特有植物。分布于中国大陆的贵州、云南等地，生长于海拔1,300米至1,800米的地区，多生长在山坡草地和林缘，目前尚未由人工引种栽培。